# Cristina D'Avena e i tuoi amici in TV 12
Cristina D'Avena e i tuoi amici in TV 12 è una raccolta della cantante Cristina D'Avena pubblicata nel 1999.

## Tracce
1. Sale e Pepe (Alessandra Valeri Manera/Franco Fasano) 4:00
2. Un uragano di goal (A. Valeri Manera/Silvio Amato) 2:59
3. Ascolta sempre il cuore Remì (A. Valeri Manera/G. Fasano) 4:07
4. L'incredibile Hulk (A. Valeri Manera/Max Longhi, Giorgio Vanni) 3:11
5. Alvin rock'n roll (A. Valeri Manera/Carmelo Carucci) 2:59
6. Imbarchiamoci per un grande viaggio (A. Valeri Manera/M. Longhi, G. Vanni) 3:09
7. Bad Dog: un cane che più cane non c'è (A. Valeri Manera/G. Fasano) 4:16
8. È quasi magia, Johnny! (A. Valeri Manera/C. Carucci) 2:41
9. In che mondo stai Beetlejuice! (A. Valeri Manera/Vincenzo Draghi) 3:44
10. Alf (A. Valeri Manera/G. Fasano) 3:49
11. Jem (A. Valeri Manera/C. Carucci) 2:54
12. Caccia al tesoro con Montana (A. Valeri Manera/G. Fasano) 4:07
13. È un po' magia per Terry e Maggie (A. Valeri Manera/Valeriano Chiaravalle) 3:32
14. Peter e Isa: un amore sulla neve (A. Valeri Manera/Vince Tempera) 3:52

## Interpreti
- Cristina D'Avena (n. 1-2-3-5-6-7-8-9-10-11-12-13-14)
- Giorgio Vanni (n. 4)
- I Piccoli Cantori di Milano diretti da Laura Marcora, Marco Gallo, Vincenzo Draghi, Max Longhi, Giorgio Vanni